# Задушевные песни
«Задушевные песни» — инструментальный альбом группы «Аквариум» под псевдонимом «Квартет Анны Карениной».

## История создания
Идея записи альбома инструментальной музыки возникла у «Аквариума» во время записи саундтрека к фильму Сергея Соловьёва «Дом под звёздным небом». Именно тогда звукорежиссёр группы Вячеслав Егоров придумал новый музыкальный эффект, заключавшийся в игре смычком на электрогитаре. На этом эффекте, а также на звуке подаренного Крисом Стайном из «Blondie» синтезатора АРП, и был построен базовый набор композиций для альбома. Сначала было записано порядка шести вещей, потом Андрей Гаврилов попросил у группы этот материал для выпуска нового альбома. Для него БГ включил в подборку несколько композиций, записанных на сессиях альбома «Bardo», но в него не вошедших («Капитан Воронин встречает гигантского муравья» и «Лошадь, как твоё имя?»). Какие-то композиции были переделаны, какие-то дописаны. По мнению Гребенщикова, на альбоме есть только одна лишняя вещь — «Гимн Московскому Метрополитену» (записанная для очередного фильма того же Сергея Соловьёва). БГ считает, что без неё этот альбом был бы короче и лучше. В итоге, получившийся альбом был издан как совместный проект Бориса Гребенщикова и вымышленного коллектива под названием «Квартет Анны Карениной».

## Список композиций
1. Зеркало Баргельда (1:06)
2. Утро в сосновом бору (3:54)
3. Капитан Воронин встречает гигантского муравья (1:48)
4. Стрепетарх (3:48)
5. Флейты дома Анакреонтова (2:13)
6. Наташа Ростова плюс (2:23)
7. Жизнь, смерть и другие удивительные деяния великого Анахорета (9:28)
8. Моё детство в кислой избе (1:20)
9. Большой Стрепетарх выходит на охоту (4:56)
10. Лошадь, как твоё имя? (2:16)
11. Гимн Московскому метрополитену (6:02)
12. Белая берёза снова на коне (3:10)
13. Восход на Острове Яблок (4:19)
14. М (1:20)

## Участники записи
Согласно комментариям к альбому, в записи альбома, помимо самого «квартета» участвовали:
- Борис Гребенщиков — гитары
- Андрей Романов — флейта, клавишные
- Олег Сакмаров — инструменты с использованием клавиш и воздуха, струнные аранжировки и др.
- Алексей Зубарев — электро- и акустические гитары, соло, клавесин, фортепьяно
- Алексей Рацен — ударные
- Сергей Щураков — аккордеоны, мандолины
- Андрей Решетин — струнные
- Сергей Березовой — бас-гитара, контрабас
- Здесь описаны самые вероятные инструменты на которых играли музыканты

Звукооператоры:
- Дмитрий Липай
- Олег Гончаров
- Александр Мартисов

## Факты
- Не все композиции альбома являются чистыми инструменталами, в песне «Моё детство в кислой избе» звучат непристойные частушки, записанные задом наперёд[2], а в композиции «Лошадь, как твоё имя?» её название также поётся задом наперёд на протяжении всей песни .
- «Утро в сосновом бору» на этом альбоме и композиция «Утро в сосновом лесу» на саундтреке к фильму «Дом под звёздным небом» — это две различные композиции.
- В названиях композиций присутствуют два персонажа песен «Аквариума» — Капитан Воронин и Анахорет.
- Композиция «М» была использована в кульминационной сцене фильма Виктора Тихомирова «Трава и вода»[3].